# Tigriscsörgőkígyó
A tigriscsörgőkígyó (Crotalus tigris) a hüllők (Reptilia) osztályának a pikkelyes hüllők (Squamata) rendjéhez, ezen belül a viperafélék (Viperidae) családjához, és a gödörkésarcú viperák (Crotalinae) alcsaládjához tartozó faj.

## Elterjedése
Az Amerikai Egyesült Államok és Mexikó területén honos.

## Életmódja
Rágcsálókkal, madarakkal és hüllőkkel táplálkozik. Marása halálos, melyre elszarusodott pikkelyekből álló "csörgőjével" figyelmeztet.

## Megjelenése
Bőrét csíkok díszítik. A fejükön van egy úgynevezett "harmadik szem", ami több hüllő sajátossága.